# Künstlerhaus (Hannover)

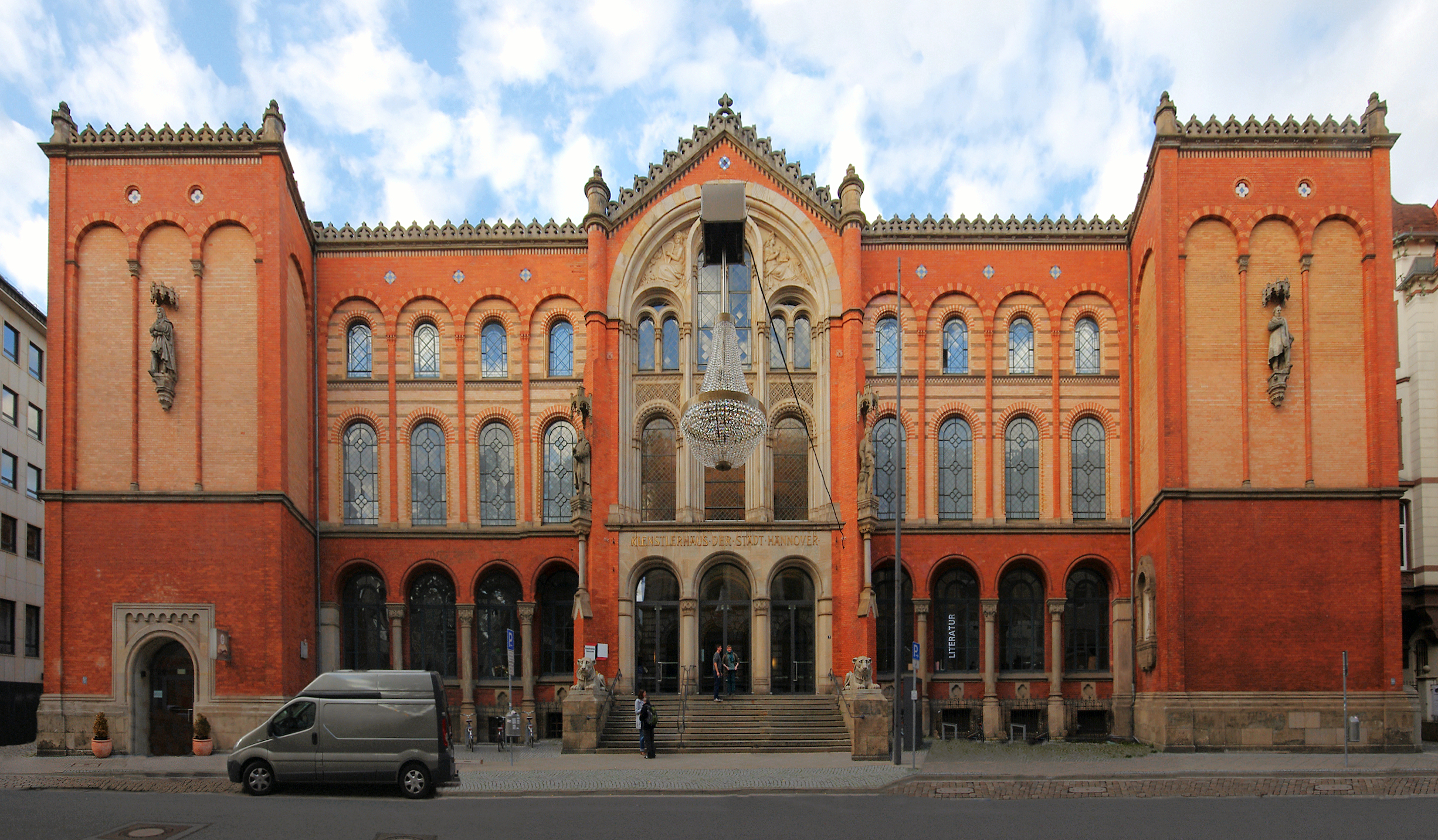
Künstlerhaus Hannover

Das Künstlerhaus Hannover ist ein denkmalgeschütztes Gebäude in Hannover. Es befindet sich im  Stadtteil Mitte in der Nähe des Opernhauses und ist Sitz mehrerer Institutionen aus dem kulturellen Bereich.

## Gebäude
Das unter Denkmalschutz stehende Haus wurde von 1853 bis 1856 erbaut und am 23. Februar 1856 als Museum für Kunst und Wissenschaft in Gegenwart von König Georg V. eingeweiht. Die Initiative zum Bau ging Mitte des 19. Jahrhunderts von der Naturhistorischen Gesellschaft Hannover gemeinsam mit dem Historischen Verein von Niedersachsen (gegründet 1835) und dem Verein für öffentliche Kunstsammlungen (gegründet 1848) aus, die auch ihre Sammlungen einbrachten. Der Architekt Conrad Wilhelm Hase gestaltete das Gebäude im Rundbogenstil der Hannoverschen Architekturschule. Die Reliefs und Figuren stammen vom Bildhauer Wilhelm Engelhard, die Standbilder von Dürer, Vischer, Leibniz und Humboldt an der Fassade von Carl Dopmeyer. Das Museum wurde in den Folgejahren in Museum der Provinz Hannover und dann in Provinzialmuseum umbenannt. Das Haus mit seinen umfangreichen Sammlungen litt schnell unter Platzmangel und da 1895 keine baulichen Erweiterungen mehr möglich waren, wurde 1902 ein Neubau am Rand des Maschparks errichtet. Das alte Gebäude in der Sophienstraße 2 ging nach Fertigstellung des neuen Museums (dem heutigen Landesmuseum Hannover) in das Eigentum der Stadt über und wurde zum Künstlerhaus der Stadt Hannover (in älteren Vorkriegs-Katalogen auch Künstlerhaus Sophienstraße genannt) umgestaltet.

## Institutionen

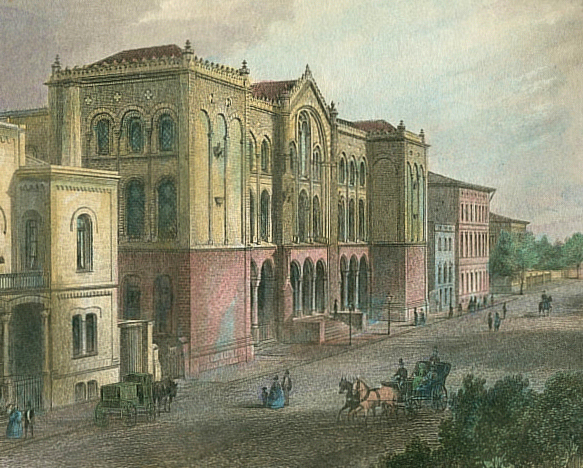
Das Künstlerhaus um 1858

Im Künstlerhaus haben folgende Einrichtungen ihren Sitz:
- Kunstverein Hannover
- Literaturhaus Hannover
- Kino im Künstlerhaus
- Stiftung Niedersachsen
- Friedrich-Bödecker-Kreis
- Hannoverscher Künstlerverein

## „Das Große Leuchten“

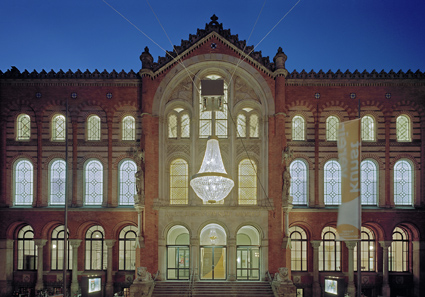
Das Künstlerhaus nachts mit dem Kronleuchter

Zum 150-jährigen Jubiläum des Künstlerhauses wurde 2006 die Installation Das Große Leuchten von Stephan Huber angekauft. Es handelt sich um einen riesigen Kronleuchter, der über der Sophienstraße vor dem Haupteingang des Künstlerhauses hängt. Finden Abendveranstaltungen statt, leuchtet die Installation und schwingt von einer Straßenseite zur anderen.